# Thorectes orocantabricus
Thorectes orocantabricus is een keversoort uit de familie mesttorren (Geotrupidae). De wetenschappelijke naam van de soort werd in 2000 gepubliceerd door Verdú & Galante.